# Maria Cybo-Malaspina
Maria Cybo-Malaspina (Genova, 29 dicembre 1609 – Padova, 6 settembre 1653) co-reggente di Mirandola e Concordia (insieme alla cognata Maria Pico), in nome e per conto del figlio Alessandro II Pico della Mirandola, erede del nonno Alessandro I.

## Biografia
Figlia di Carlo I Cybo-Malaspina, duca di Massa e principe di Carrara, e di Brigida Spinola (Genova, 26 ottobre 1587 - Genova, 22 gennaio 1660), a sua volta figlia di Giannettino Spinola dei Marchesi di Calice e Veppo, Patrizio Genovese, e di Diana de Mari.
Nel novembre 1626, nella città di Carrara, sposò Galeotto IV Pico della Mirandola, principe ereditario della Mirandola e figlio legittimato di Alessandro I Pico della Mirandola. Pochi giorni dopo, il fratello Alberigo Cybo-Malaspina sposò Fulvia Pico, primogenita di Alessandro I Pico.
A seguito della morte del marito Galeotto IV (9 giugno 1637) e del suocero Alessandro I (2 dicembre 1637), fu nominata duchessa co-reggente della Mirandola assieme alla cognata Maria Pico, avendo il figlio Alessandro II appena 6 anni d'età. Tra le due Marie, donne di gran prudenza, fin da subito nacquero dissapori, tanto che già il 19 ottobre 1637 Maria Cybo era stata portata via dai genitori con la scusa di visitare il Santuario di Loreto; sennonché, giunta alla Concordia, non poté attraversare il fiume Secchia ingrossato dalle acque e fu perciò condotta a Bomporto, dove fu ricevuta dal marchese Fortunato Rangoni, capitano della cavalleria estense. Il duca di Modena le rivelò la vera causa di quel viaggio, invitandola a ritirarsi a Genova per qualche tempo in attesa di appianare le questioni mirandolesi e respingere le accuse di tradimento. Il 27 dicembre accettò le condizioni per la coreggenza della Mirandola, promettendo di educare il figlio e rispettare il testamento del suocero, governando con gli altri tutori. Ritornò alla Mirandola il 20 marzo 1638, accolta dalla popolazione in festa. Le due Marie governarono il ducato con pazienza, giustizia ed unione, magnanimi e liberali con tutti i sudditi e biognosi. Durante la guerra di Castro, essendo la Mirandola sotto la protezione della Spagna, le due reggenti respinsero il tentativo degli Ecclesiastici di introdursi nello Stato mirandolese e, con prudenza ed accortezza, ne informarono il governatore di Milano, che vi spedì il residente Anselmi da Mantova e le ringraziò con la somma di 2.000 scudi; rimanendo neutrali, le principesse vissero in stato di grazia, rispettate e protette da tutti i principi d'Italia e soprattutto dalla Repubblica di Venezia, dal Governatore di Milano e dal Duca di Modena a cui spesso si rivolsero per i propri bisogni. Il 5 dicembre 1643 l'imperatore concesse a Maria Cybo il titolo di duchessa della Mirandola. Nel 1646 Maria Cybo fece erigere un monumento funebre al marito sepolto nel convento dei Cappuccini, poi traslato nella chiesa di San Francesco.
Nel 1648, confermata ancora fedeltà alla Spagna, accadde che le due reggenti avessero ceduto troppo agli adulatori, licenziando i vecchi amministratori per far posto ad altri imposti dalle potenze straniere, facendo così precipitare la situazione economica e sociale del Ducato mirandolese e dei sudditi; cosicché Alessandro II, seppur ancora minorenne, si sottrasse alla tutela della duchessa madre e della zia, prendendo il governo della Mirandola. Per l'offesa ricevuta, Maria Cybo si ritirò a Villa di Villa, nella residenza dei conti di San Bonifacio di Padova, mentre la zia Maria Pico rinunciò formalmente alla reggenza con rogito del 17 novembre. Il 3 marzo 1649 il duca Alessandro II riportò la madre alla Mirandola, non potendo viverne sereno senza. Ottenuto il rispetto, ma non l'obbedienza del figlio, poco dopo si trasferì definitivamente a Padova per goderne del miglior clima.
Si ammalò e morì il 6 settembre 1653. La sua salma fu trasportata con il Bucintoro fino alla foce del Secchia il 14 settembre e da lì portata alla Mirandola da un corteo di quattro compagnie di cavalieri. I funerali solenni furono celebrati nella chiesa di San Francesco, mentre la tumulazione avvenne nella chiesa dei Cappuccini, accanto al marito Galeotto IV.

## Matrimonio e discendenza

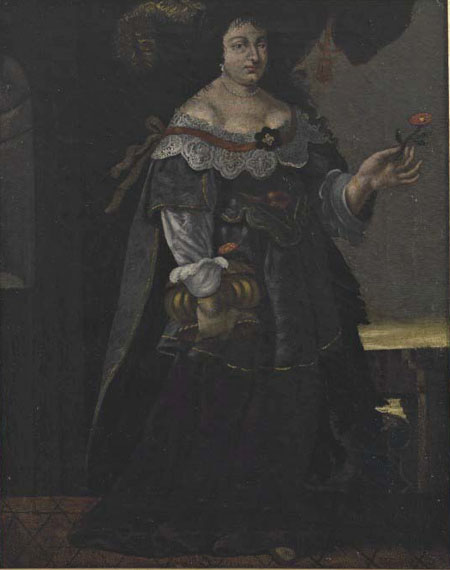
Ritratto di Maria Cybo-Malaspina (Museo civico di Mirandola)

Dal matrimonio con Galeotto IV Pico della Mirandola nacquero otto figli:
1. Renata Francesca Maria Girolama (30 settembre 1627-1703), monaca clarissa;[17]
2. Francesco Stefano (26 dicembre 1628 - 25 settembre 1630);[18]
3. Virginia Brigida (12 gennaio 1630-1703), monaca benedettina;
4. Alessandro II (1631-1691) succeduto al nonno paterno come duca di Mirandola e marchese di Concordia;
5. Brigida (1633-1720), reggente del Ducato della Mirandola (1691-1705);
6. Giovanni (1634-1660), frate gesuita;
7. Fulvia (1635-1681), monaca benedettina;
8. Catterina Francesca (1636-1650).

## Ascendenza
|                                        |                                    |                                      | Genitori                                      |  |  | Nonni |  |  | Bisnonni                  |  |  | Trisnonni    |  |
|                                        |                                    |                                      |                                               |  |  |       |  |  | Alberico I Cybo-Malaspina |  |  | Lorenzo Cybo |  |
|                                        |                                    |                                      |                                               |  |  |       |  |  | Alberico I Cybo-Malaspina |  |  | Lorenzo Cybo |  |
|                                        |                                    | Ricciarda Malaspina                  |                                               |  |  |       |  |  | Alberico I Cybo-Malaspina |  |  |              |  |
| Alderano Cybo-Malaspina                |                                    |                                      |                                               |  |  |       |  |  | Alberico I Cybo-Malaspina |  |  |              |  |
|                                        |                                    | Elisabetta della Rovere              | Francesco Maria I Della Rovere                |  |  |       |  |  |                           |  |  |              |  |
|                                        |                                    | Elisabetta della Rovere              | Francesco Maria I Della Rovere                |  |  |       |  |  |                           |  |  |              |  |
|                                        |                                    | Elisabetta della Rovere              | Eleonora Gonzaga Della Rovere                 |  |  |       |  |  |                           |  |  |              |  |
| Carlo I Cybo-Malaspina                 |                                    | Elisabetta della Rovere              |                                               |  |  |       |  |  |                           |  |  |              |  |
|                                        |                                    | Francesco d'Este                     | Alfonso I d'Este                              |  |  |       |  |  |                           |  |  |              |  |
|                                        |                                    | Francesco d'Este                     | Alfonso I d'Este                              |  |  |       |  |  |                           |  |  |              |  |
|                                        |                                    | Francesco d'Este                     | Lucrezia Borgia                               |  |  |       |  |  |                           |  |  |              |  |
| Marfisa d'Este                         |                                    | Francesco d'Este                     |                                               |  |  |       |  |  |                           |  |  |              |  |
|                                        |                                    | …                                    | …                                             |  |  |       |  |  |                           |  |  |              |  |
|                                        |                                    | …                                    | …                                             |  |  |       |  |  |                           |  |  |              |  |
|                                        |                                    | …                                    | …                                             |  |  |       |  |  |                           |  |  |              |  |
| Maria Cybo-Malaspina                   |                                    | …                                    |                                               |  |  |       |  |  |                           |  |  |              |  |
|                                        | Niccolò Spinola, patrizio genovese | Luca Spinola, patrizio genovese      |                                               |  |  |       |  |  |                           |  |  |              |  |
|                                        | Niccolò Spinola, patrizio genovese | Luca Spinola, patrizio genovese      |                                               |  |  |       |  |  |                           |  |  |              |  |
|                                        | Niccolò Spinola, patrizio genovese | Paola Fogliani, patrizia genovese    |                                               |  |  |       |  |  |                           |  |  |              |  |
| Giannettino Spinola, patrizio genovese | Niccolò Spinola, patrizio genovese |                                      |                                               |  |  |       |  |  |                           |  |  |              |  |
|                                        |                                    | Placida Doria, patrizia genovese     | Giannettino Doria, patrizio genovese          |  |  |       |  |  |                           |  |  |              |  |
|                                        |                                    | Placida Doria, patrizia genovese     | Giannettino Doria, patrizio genovese          |  |  |       |  |  |                           |  |  |              |  |
|                                        |                                    | Placida Doria, patrizia genovese     | Ginetta Centurione, patrizia genovese         |  |  |       |  |  |                           |  |  |              |  |
| Brigida Spinola, patrizia genovese     |                                    | Placida Doria, patrizia genovese     |                                               |  |  |       |  |  |                           |  |  |              |  |
|                                        |                                    | Stefano De Mari, patrizio genovese   | Francesco De Mari, patrizio genovese          |  |  |       |  |  |                           |  |  |              |  |
|                                        |                                    | Stefano De Mari, patrizio genovese   | Francesco De Mari, patrizio genovese          |  |  |       |  |  |                           |  |  |              |  |
|                                        |                                    | Stefano De Mari, patrizio genovese   | Lelia Pallavicini, patrizia genovese          |  |  |       |  |  |                           |  |  |              |  |
| Diana De Mari, patrizia genovese       |                                    | Stefano De Mari, patrizio genovese   |                                               |  |  |       |  |  |                           |  |  |              |  |
|                                        |                                    | Veronica Grimaldi, patrizia genovese | Giovanni Battista Grimaldi, patrizio genovese |  |  |       |  |  |                           |  |  |              |  |
|                                        |                                    | Veronica Grimaldi, patrizia genovese | Giovanni Battista Grimaldi, patrizio genovese |  |  |       |  |  |                           |  |  |              |  |
|                                        |                                    | Veronica Grimaldi, patrizia genovese | Maddalena Pallavicini, patrizia genovese      |  |  |       |  |  |                           |  |  |              |  |
|                                        |                                    | Veronica Grimaldi, patrizia genovese |                                               |  |  |       |  |  |                           |  |  |              |  |